# خطوط ترانسايرو الجوية
خطوط ترانسايرو الجوية (بالروسية: Трансаэро)، هي شركة طيران روسية يقع مقرها في مطار دوموديدوفو الدولي، محافظة موسكو، روسيا. وتقوم بتنظيم رحلات مجدولة نحو أكثر من 90 وجهة محلية ودولية.

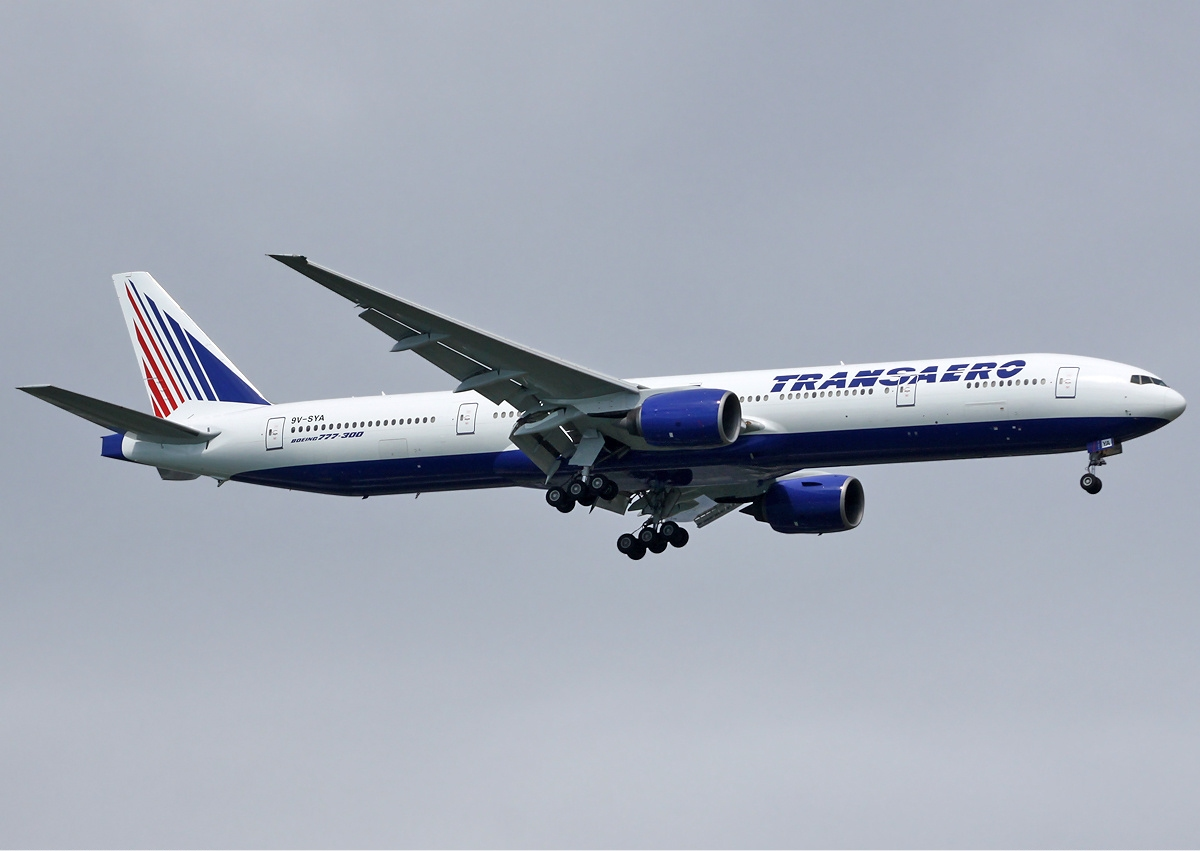
بوينغ 777-300 تابعة لخطوط ترانسايرو الجوية

## وصلات خارجية
- الموقع الرسمي